# Oratorio della Compagnia di San Sebastiano (Cinigiano)
L'oratorio della Compagnia di San Sebastiano è un luogo di culto cattolico di Cinigiano, in provincia di Grosseto, nell'Arcidiocesi di Siena-Colle di Val d'Elsa-Montalcino.

## Storia e descrizione
Fu eretto alla fine del Cinquecento in forme architettoniche molto sobrie.
Nella facciata a capanna si apre un portale architravato sormontato da un oculo; nell'interno a pianta rettangolare è esposto sull'altare maggiore un dipinto seicentesco d'ambiente senese coi Santi Sigismondo martire e Antonio abate che invocano la protezione della Madonna col Bambino e San Giuseppe sul paese raffigurato nello sfondo, individuabile in Cinigiano.